# Conocalama rileyi
Conocalama rileyi là một loài tò vò trong họ Ichneumonidae.